# 拉拉瓜

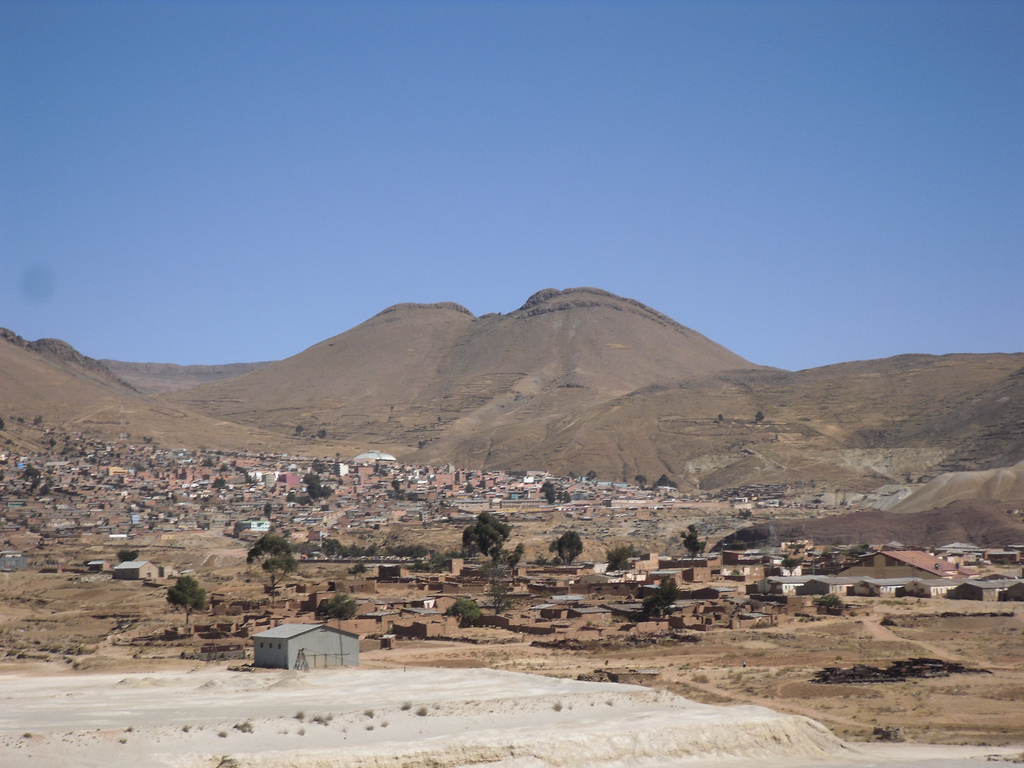

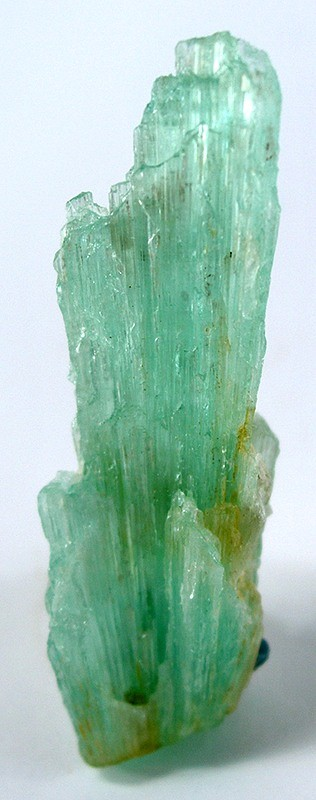

拉拉瓜是玻利維亞的城鎮，位於該國西南部，由波托西省負責管轄，距離賓托22公里，海拔高度3,895米，每年平均降雨量370毫米，2001年人口20,065。

## 外部連結
- Map of the Rafael Bustillo Province